# Pinkwashing (HBTQ)

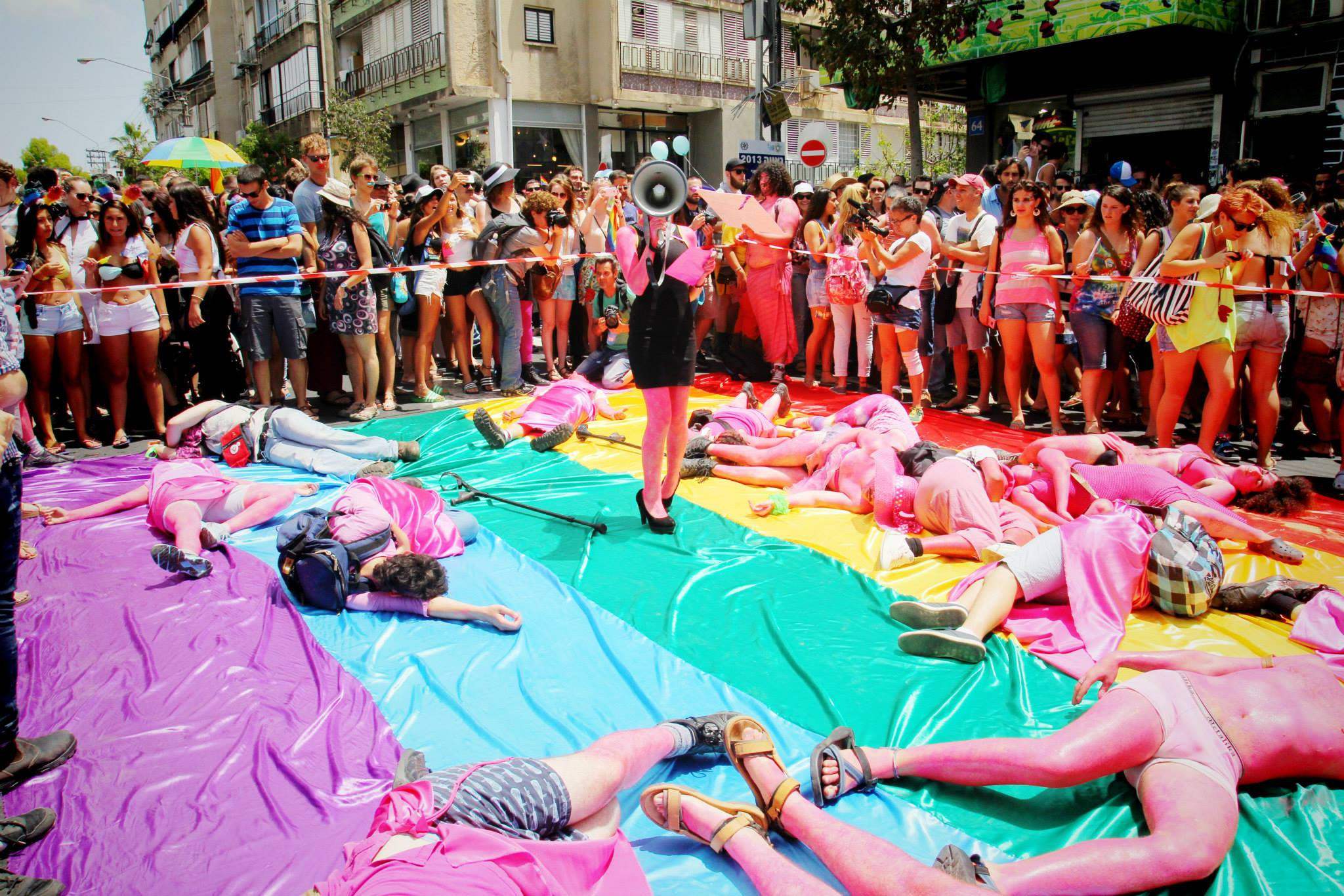
Kollektiv protest i Tel Aviv mot israelisk pinkwashing.

Pinkwashing, även rainbow-washing, är ett teleskopord som används inom HBTQ-rörelsen för att beskriva aktörer som profiterar på HBTQ- eller Priderörelsen, eller som utger sig för att vara gayvänliga, när de egentligen driver en konservativ politik som diskriminerar på grund av sexuell läggning.